# Ivor Lansbury
Pour les articles homonymes, voir Lansbury.
Ivor Lansbury (1932-2015) est un entomologiste, spécialiste des hétéroptères (hétéroptériste) aquatiques et semi-aquatiques.

## Biographie
Il a travaillé au Museum d'histoire naturelle de Londres, puis au Musée d'histoire naturelle de l'université d'Oxford, au Département d'entomologie.

## Hétéroptériste
Ivor Lansbury a beaucoup travaillé sur les punaises aquatiques (Nepomorpha, Gerromorpha), et notamment celles d'Australie et de la zone indomalaise. Il a également travaillé sur les Stenocephalidae et les Mecistoscelidini (Miridae). 

### Taxons décrits
I. Lansbury a décrit deux tribus, quatre genres, et plus d'une centaine d'espèces nouvelles. Parmi les taxons décrits par I. Lansbury, on peut mentionner, selon BioLib (4 février 2023) et Coreoidea Species Files :
- infra-ordre Cimicomorpha
  - famille Miridae
    - espèce Mecistoscelis phillipinensis Lansbury, 1963
- infra-ordre Pentatomomorpha
  - famille Stenocephalidae
    - espèces Dicranocephalus kashmiriensis Lansbury, 1966, D. prolixus Lansbury, 1965, D. pseudotestaceus Lansbury, 1966
- infra-ordre Gerromorpha
  - famille Gerridae :
    - espèces Ciliometra hirsuta Lansbury, 1996, C. priori Lansbury, 1996
    - espèces Thetibates matawa (Lansbury, 1989), T. serena (Lansbury, 1992)
    - espèces Ventidius karen Lansbury, 1990, V. wallacei Lansbury, 1990

  - famille Hebridae :
    - espèces Hebrus monteithi Lansbury, 1990, H. nourlangiei Lansbury, 1990

  - famille Hydrometridae :
    - espèces Hydrometra claudie J. Polhemus & Lansbury, 1997, H. darwiniana J. Polhemus & Lansbury, 1997, H. eioana J. Polhemus & Lansbury, 1997, H. jourama J. Polhemus & Lansbury, 1997, H. kiunga J. Polhemus & Lansbury, 1997, H. novaehollandiae J. Polhemus & Lansbury, 1997

  - famille Veliidae: 
    - espèce Halovelia carinata Lansbury, 1989
    - espèce Haloveloides browni (Lansbury, 1989)
    - espèce Neusterensifer stysi Chen, Nieser & Lansbury, 2008
    - espèce Ocheovelia anderseni (Lansbury, 1996)
    - espèces Rhagovelia amnica Lansbury, 1993, R. aureospicata Lansbury, 1993, R. browni Lansbury, 1993, R. caesia Lansbury, 1993, R. crinita Lansbury, 1993, R. fulva Lansbury, 1993, R. herzogensis Lansbury, 1993, R. hirsuta Lansbury, 1993
    - espèces Strongylovelia aberrans Lansbury & Zettel, 1997, S. bukidnonica Lansbury & Zettel, 1997, S. cebuana Lansbury & Zettel, 1997, S. connexivum Lansbury & Zettel, 1997, S. esakii Lansbury & Zettel, 1997, S. hirsutula Lansbury & Zettel, 1997, S. mindoroensis Lansbury & Zettel, 1997, S. palawanensis Lansbury & Zettel, 1997, S. philippinensis Lansbury & Zettel, 1997, S. priori Lansbury, 1993, S. sibuyana Lansbury & Zettel, 1997
    - espèces Xenobates myorensis (Lansbury, 1989), X. oculatus (Lansbury, 1989), X. pilosellus Lansbury, 1996, X. solomonensis Lansbury, 1989
- infra-ordre Nepomorpha
  - famille Corixidae
    - espèce Agraptocorixa gambrei Lansbury, 1984
    - espèces Micronecta christiniana Lansbury, 1954, M. lumutensis Chen, Nieser & Lansbury, 2008
    - espèce Sigara mullaka Lansbury, 1970, S. neboissi Lansbury, 1970

  - famille Gelastocoridae :
    - espèce Nerthra parallelus Lansbury, 1988

  - famille Naucoridae :
    - espèces Naucoris magela Lansbury, 1991, N. subaureus Lansbury, 1985

  - famille Nepidae :
    - tribu Goondnomdanepini Lansbury, 1974, genre Goondnomdanepa Lansbury, 1974, espèces Goondnomdanepa brittoni Lansbury, 1978, G. prominens Lansbury, 1978, G. weiri Lansbury, 1974
    - genre Montonepa, Lansbury, 1974
    - espèces Ranatra flagellata Lansbury, 1972, R. megalops Lansbury, 1972, R. natunaensis Lansbury, 1972, R. occidentalis Lansbury, 1972, R. thai Lansbury, 1972
    - espèce Telmatotrephes ecuadorensis Lansbury, 1972, T. chinensis Lansbury, 1972

  - famille Notonectidae :
    - espèces Anisops ariva Lansbury, 1966, A. baylii Lansbury, 1995, A. browni Lansbury, 1963, A. cheesmanae Lansbury, 1963, A. dostini Lansbury, 1991, A. douglasi Lansbury, 1984, A. elkedraensis Lansbury, 1995, A. gressitti Lansbury, 1962, A. hayesi Lansbury, 1995, A. lestoni Lansbury, 1968, A. lihiriensis Lansbury, 1978, A. lundbladiana Lansbury, 1962, A. megalops Lansbury, 1962, A. nabillus Lansbury, 1969, A. paraexigerus Lansbury, 1964, A. planifacies Lansbury, 1975, A. poissoni Lansbury, 1961, A. popovi Lansbury, 1966, A. spinosus Lansbury, 1961, A. ungarinyin Lansbury, 1995
    - tribu Aphelonectini Lansbury, 1965, genre Aphelonecta Lansbury, 1965, espèces A. alexis Lansbury, 1965, A. gavini Lansbury, 1966, A. nakatae Lansbury, 1965
    - espèces Enithares alexis Lansbury, 1967, E. amboinensis Lansbury, 1968, E. digitata Lansbury, 1974, E. elongata Lansbury, 1973, E. foveata Lansbury, 1968, E. gwini Lansbury, 1984, E. hebridiensis Lansbury, 1968, E. lombokensis Lansbury, 1968, E. maai Lansbury, 1968, E. megalops Lansbury, 1968, E. nigra Lansbury, 1968, E. paramegalops Lansbury, 1968, E. producta Lansbury, 1968, E. quadrispinosa Lansbury, 1967,  E. rinjani Chen, Nieser & Lansbury, 2008, E. ripleyana Lansbury, 1968, E. stylata Lansbury, 1968, E. subparallela Lansbury, 1968, E. vicintricata Lansbury, 1968, E. vulgaris Lansbury, 1968, E. woodwardi Lansbury, 1968
    - genre Walambianisops Lansbury, 1984, espèce W. wandjina Lansbury, 1984

## Taxons nommés en son hommage
Plusieurs taxons ont été nommés en son hommage, selon BioLib (4 février 2023) :
- Anisops lansburyi Leong, 1963 (Notonectidae)
- Arctocorisa carinata lansburyi Jansson, 1979 (Corixidae)
- Enithares lansburyi Nieser & Chen, 1991 (Notonectidae)
- Haloveloides lansburyi Zettel, 1998 (Veliidae)
- Macroscytus lansburyi J.A. Lis, 1994 (Cydnidae)
- Myiomma lansburyi (Carvalho, 1951) (Miridae)
- Parasigmoidella lansburyi Roth, 1997 (Ectobiidae)
- Pseudovelia lansburyi (Hoberlandt, 1956) (Veliidae)[5]
- Ranatra lansburyi Chen, Nieser & Ho, 2004 (Nepidae)
- Rhagovelia lansburyi Zettel, 1995 (Veliidae)
- Xenobates lansburyi Andersen & Weir, 1999  (Veliidae)